# Villamuriel de Campos
Villamuriel de Campos est une commune de la province de Valladolid dans la communauté autonome de Castille-et-León en Espagne.

## Sites et patrimoine
Les édifices et sites notables de la commune sont :
- Église San Pelayo ;
- Pósito (es) (grenier à céréales) ;
- Monolithe commémoratif de la Journée internationale des forêts.

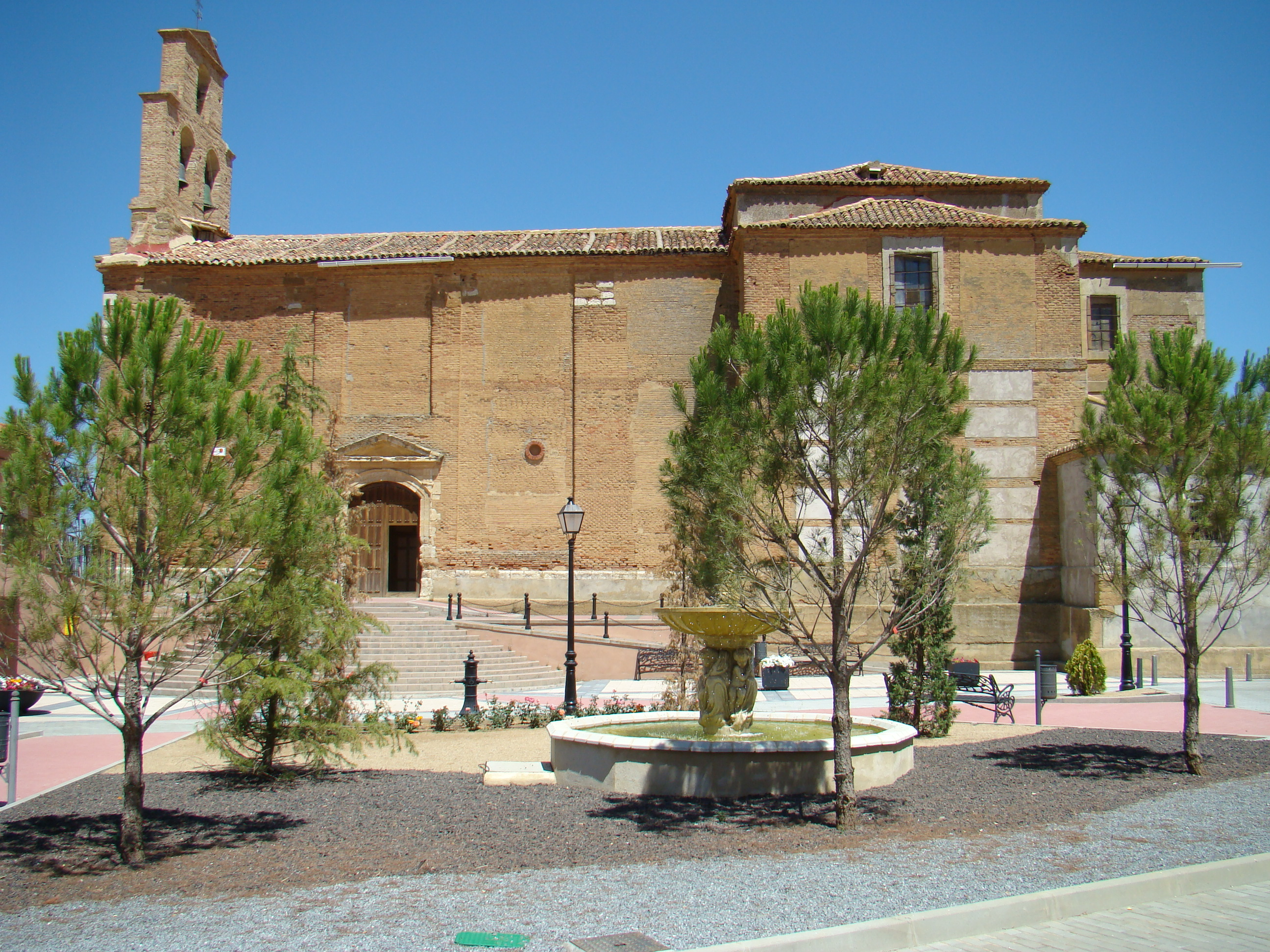
Église San Pelayo.
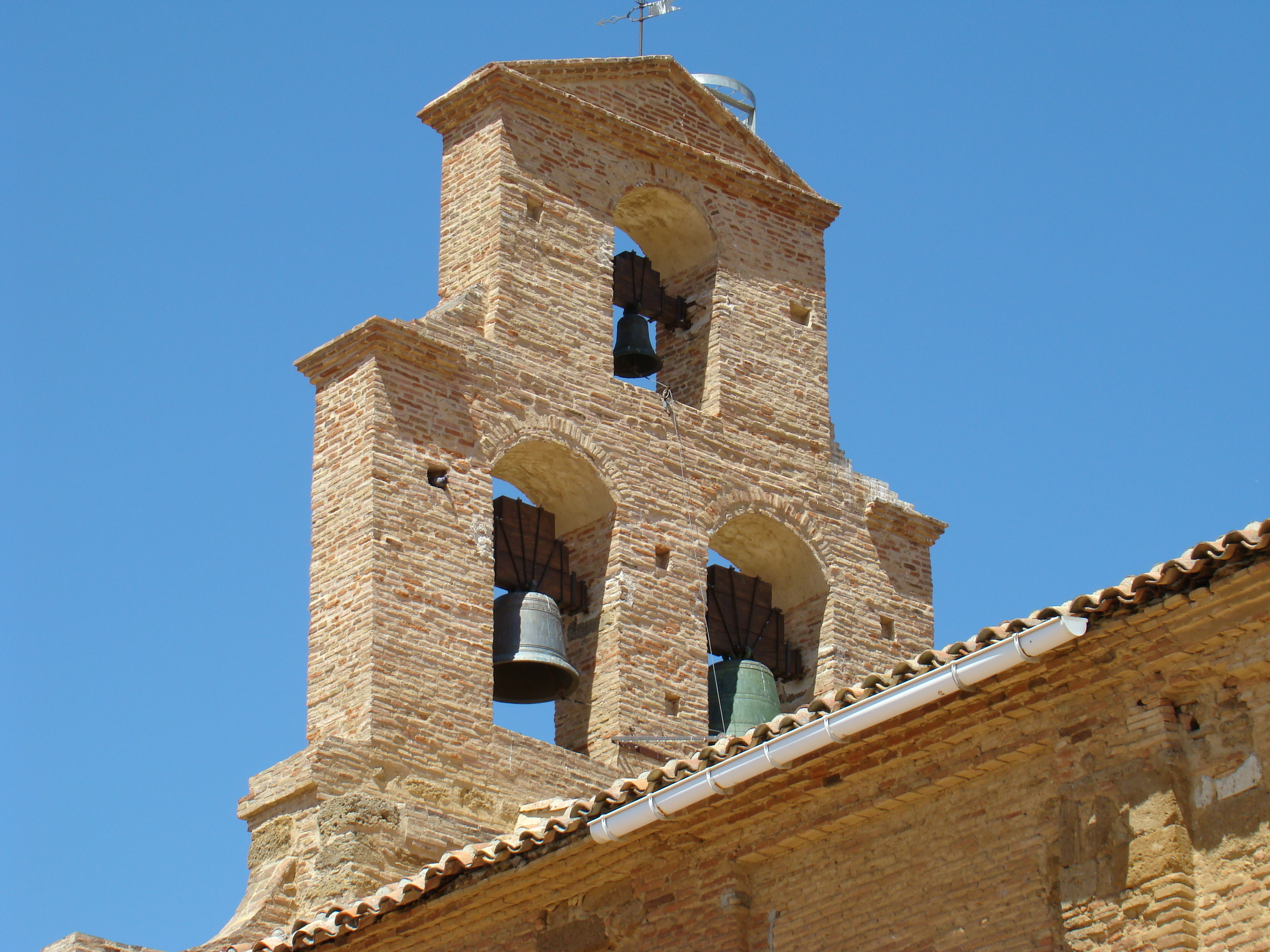
Église San Pelayo.
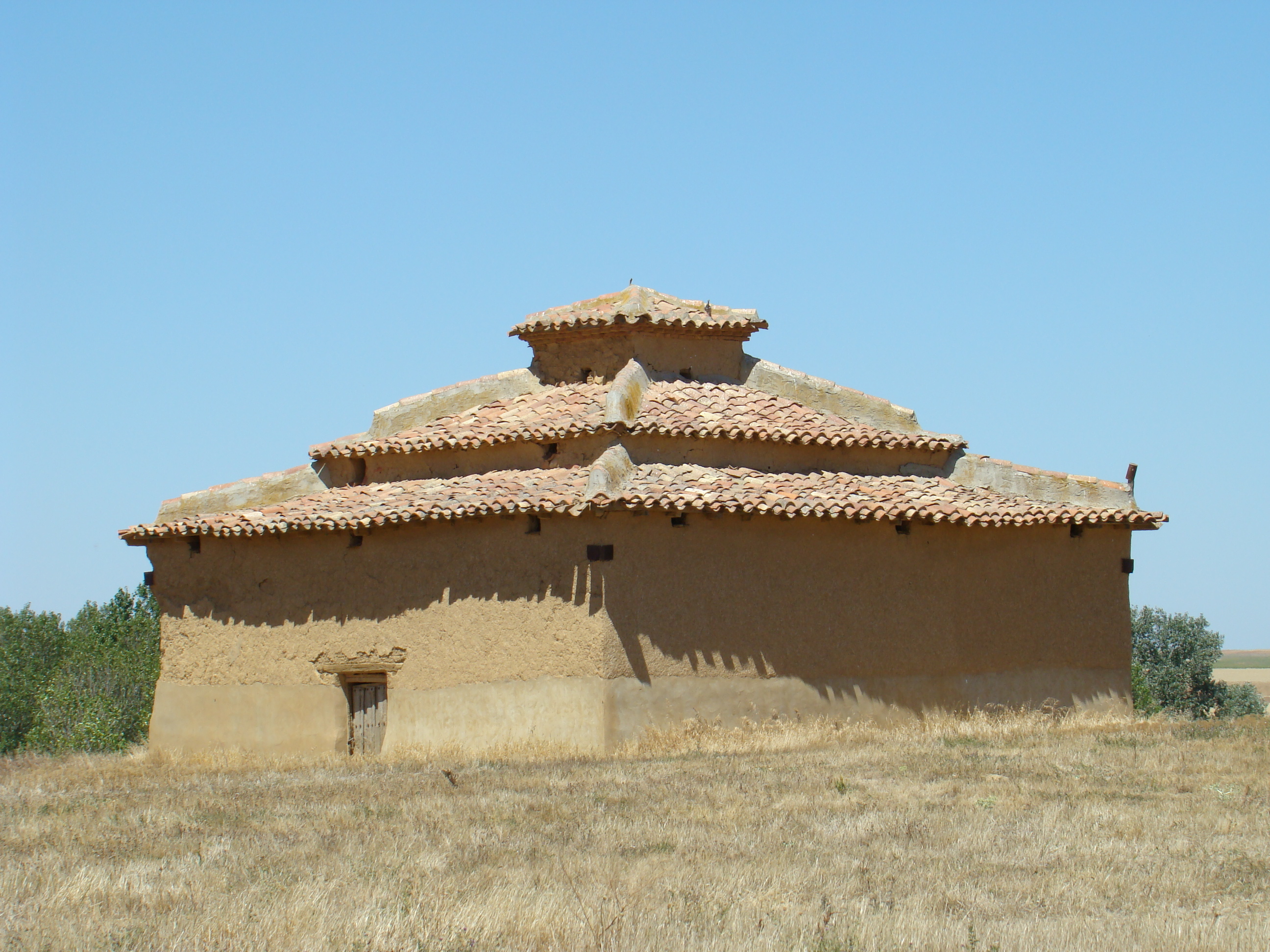
Colombier.
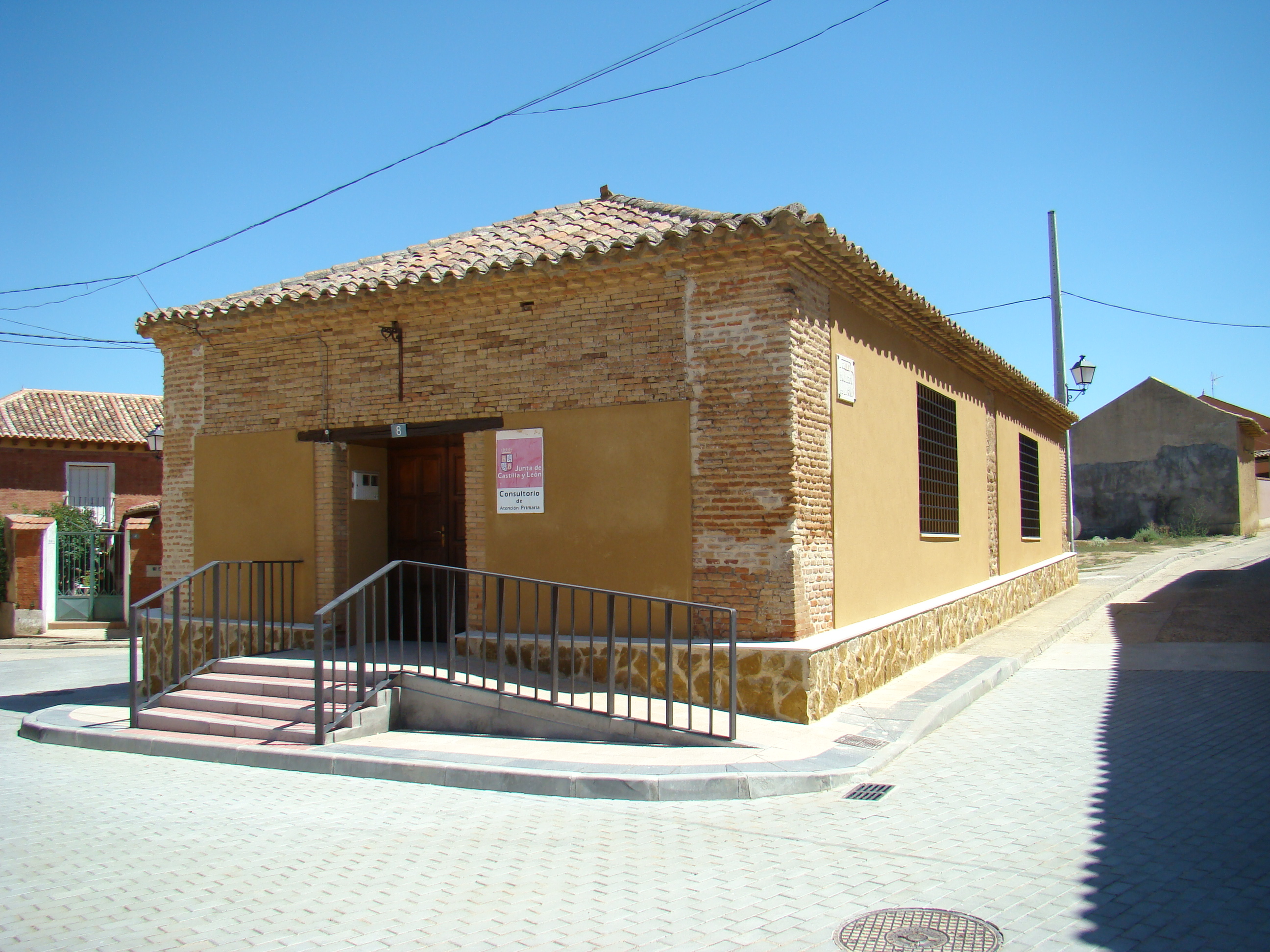
Pósito.